# Talbehat
Talbehat là một thị xã và là một nagar panchayat của quận Lalitpur thuộc bang Uttar Pradesh, Ấn Độ.

## Nhân khẩu
Theo điều tra dân số năm 2001 của Ấn Độ, Talbehat có dân số 12.664 người. Phái nam chiếm 52% tổng số dân và phái nữ chiếm 48%. Talbehat có tỷ lệ 65% biết đọc biết viết, cao hơn tỷ lệ trung bình toàn quốc là 59,5%: tỷ lệ cho phái nam là 72%, và tỷ lệ cho phái nữ là 58%. Tại Talbehat, 15% dân số nhỏ hơn 6 tuổi.